# Волготанкер
ОАО «Волжское нефтеналивное пароходство „Волгота́нкер“» (ОАО ВНП «Волготанкер») — крупное речное нефтеналивное пароходство в России. Штаб-квартира — в городе Самара.

## Собственники и руководство
По состоянию на 2018 год, 73,85% акций «Волготанкера» контролировала ЗАО «Тринфико», 20% акций принадлежало Росимуществу.

## Деятельность
Флот Волготанкера насчитывает 353 судна (январь 2006 год) и состоит из танкеров, нефтерудовозов, барж и вспомогательного флота различного назначения:
- 204 танкеров и нефтерудовозов грузоподъёмностью от 300 до 10000 тонн;
- 95 барж грузоподъёмностью от 1000 до 9000 тонн;
- 54 транспортных буксиров.

Помимо водных перевозок, предприятия «Волготанкера» оказывают услуги по обслуживанию флота, судостроению и судоремонту (в состав группы входят судостроительно-судоремонтные предприятия в Рыбинске и Астрахани).
Выручка за первое полугодие 2005 года по РСБУ составила 1,3 млрд руб., чистый убыток — 866 млн руб. В 2005 году «Волготанкер» обеспечил 70 % рынка транспортировок нефтеналивных грузов водным транспортом в Волжско-Камском водном бассейне и не менее 10 % российского экспорта тёмных нефтепродуктов.
Пароходством издаётся газета «Вестник Волготанкера».
В 2002 году было построено и  сдано в эксплуатацию последнее судно нового проекта "Капитан Бармин". Изначально судно этого проекта начинало строиться в г. Астрахани с названием "Русь"
В связи финансовыми трудностями строительство было заморожено. Через 10 лет достройку возобновили
в Рыбинске на судостроительном заводе. Где он и отправился в свое первое плавание.

## «Дело "Волготанкера"»
В 2004 году к пароходству были предъявлены существенные налоговые претензии со стороны государства; часть имущества была арестована, а ряд топ-менеджеров компании были объявлены в розыск. Сумма налоговых претензий к компании за 2001—2004 года превышает 3,9 млрд руб. Фактически деятельность пароходства в связи с арестом счетов и имущества была парализована; в 2006 году «Волготанкер» перевозки не осуществлял; штат компании почти полностью был распущен.
На заседании Морской коллегии 28 марта 2007 года руководитель Росморречфлота Александр Давыденко предложил начать процедуру банкротства «Волготанкера»; с этим предложением согласился вице-премьер правительства Сергей Иванов.
8 августа 2007 года Арбитражный суд Москвы ввёл на пароходстве процедуру наблюдения, начав, таким образом, процедуру банкротства компании. Ожидается, что это повлечёт за собой снятие ареста с флота компании и возобновление работы «Волготанкера».
4 марта 2008 года арбитражный суд признал пароходство банкротом и ввёл процедуру конкурсного производства.

## Происшествия
11 ноября 2007 года в условиях сильного шторма в Керченском проливе, в районе порта Кавказ потерпел аварию речной танкер с мазутом «Волгонефть-139», принадлежавший «Волготанкеру». Судно развалилось на две части в 25 м от берега и частично затонуло, после чего в воду вытекло не менее 1300 т мазута, что стало причиной экологической катастрофы в этом районе.